# Louis Jacob van Zyl
Louis Jacob "LJ" van Zyl (Bloemfontein, 20 de julho de 1985) é um atleta da África do Sul especialista nos 400 metros e nos 400 metros com barreiras. Foi o campeão da prova nos Jogos da Commonwealth de 2006 e no Campeonato Mundial Júnior de Atletismo de 2002.